# Wilhelm Rincklake
Ludger Wilhelm Rincklake OSB (* 9. Juni 1851 in Münster als Aloysius Wilhelmus Henricus Rincklake; † September 1927 in der Abtei Maria Laach) war ein deutscher Architekt, der 1896 in die vorgenannte Benediktinerabtei eintrat, dort den Ordensnamen Ludger annahm und danach ausschließlich für seinen Orden und andere kirchliche Auftraggeber tätig war. Er gehört zu den wichtigsten Vertretern der Neuromanik und der Neugotik in der Sakralarchitektur Westfalens.
Wilhelm Rincklake wurde als Sohn der Eheleute Caspar Rincklake und Bernhardine Rincklake geb. Bartels geboren. Sein älterer Bruder August Rincklake war ebenfalls Architekt und führte nach dem Eintritt Wilhelm Rincklakes in den Benediktinerorden dessen Architekturbüro in Münster fort.

## Werk
Unter anderem schuf Wilhelm Rincklake als eines seiner herausragendsten Werke den Ludgerus-Dom in Billerbeck, ferner die Abtei St. Hildegard bei Rüdesheim am Rhein und die Abtei Gerleve nahe Coesfeld.
Außerdem stammen folgende Bauten von Rincklake:
- 1880 Sonsbeck, Inneneinrichtung St. Maria Magdalena
- 1882 Münster, Ausstattung St. Mauritz
- 1883 Angelmodde, St. Agatha; Laggenbeck, Turm der Kirche St. Maria Magdalena; Bork, Erweiterungsbau und Ausstattung der Kirche St. Stephanus
- 1884 Everswinkel, St. Marien; Münster, Restaurierung St. Mauritz; Epe (Westfalen), St. Agatha; Freckenhorst, Ausstattung St. Bonifatius
- 1885 Billerbeck, Entwürfe für eine Erweiterung von St. Johannes
- 1886 Alverskirchen, Ausstattung und Pastorat, St. Agatha; Rhedebrügge, St. Maria Immaculata
- 1887 Venne, Chorraum St. Johannes; Sendenhorst, Krankenhaus
- 1888 Mettingen, St. Agatha
- 1889 Freckenhorst, St. Petri; Steinbeck, St. Philippus und Jacobus
- 1890 Ibbenbüren, Pastorat
- 1891 Appelhülsen, Umbau St. Mariä Himmelfahrt; Recklinghausen, St. Marien
- 1892 Neubeckum, St. Joseph; Ibbenbüren, Ausstattung St. Mauritius; Wadersloh, St. Margareta; Bockum-Hövel, St. Pankratius; Billerbeck, St. Ludgerus; Füchtorf, Turm - Entwurf, St. Mariä Himmelfahrt; Heiden, St. Georg
- 1894 Emsdetten, Krankenhaus; Lünen, St. Marien; Nordwalde, Erweiterung St. Dionysius
- 1895 Hullern, St. Andreas; Münster, Herz-Jesu-Kirche
- 1896 Lünen, St. Marien
- 1896 Saerbeck, St. Georg; Neuenkirchen, St. Anna
- 1897–1899 Steinfeld (Oldenburg), St. Johannes Baptist (Ausführung durch August Rincklake)[2]
- 1901–1904 Abtei Gerleve bei Coesfeld (unvollendet)
- 1907–1909 St. Joseph (Berlin-Wedding)
- 1907–(1935) Abtei Zevenkerken mit Abteikirche Zevenkerken
- 1898–1927 Entwürfe für mehrere Klöster und Kirchen in Deutschland, den Niederlanden und Belgien

Zudem errichtete er auch Privathäuser und andere Bauten.